# Auriac-sur-Vendinelle
Auriac-sur-Vendinelle is een gemeente in het Franse departement Haute-Garonne (regio Occitanie). De plaats maakt deel uit van het arrondissement Toulouse. Auriac-sur-Vendinelle telde op 1 januari 2022 1.080 inwoners.

## Geografie
De oppervlakte van Auriac-sur-Vendinelle bedroeg op 1 januari 2022 30,71 vierkante kilometer; de bevolkingsdichtheid was toen 35,2 inwoners per km².

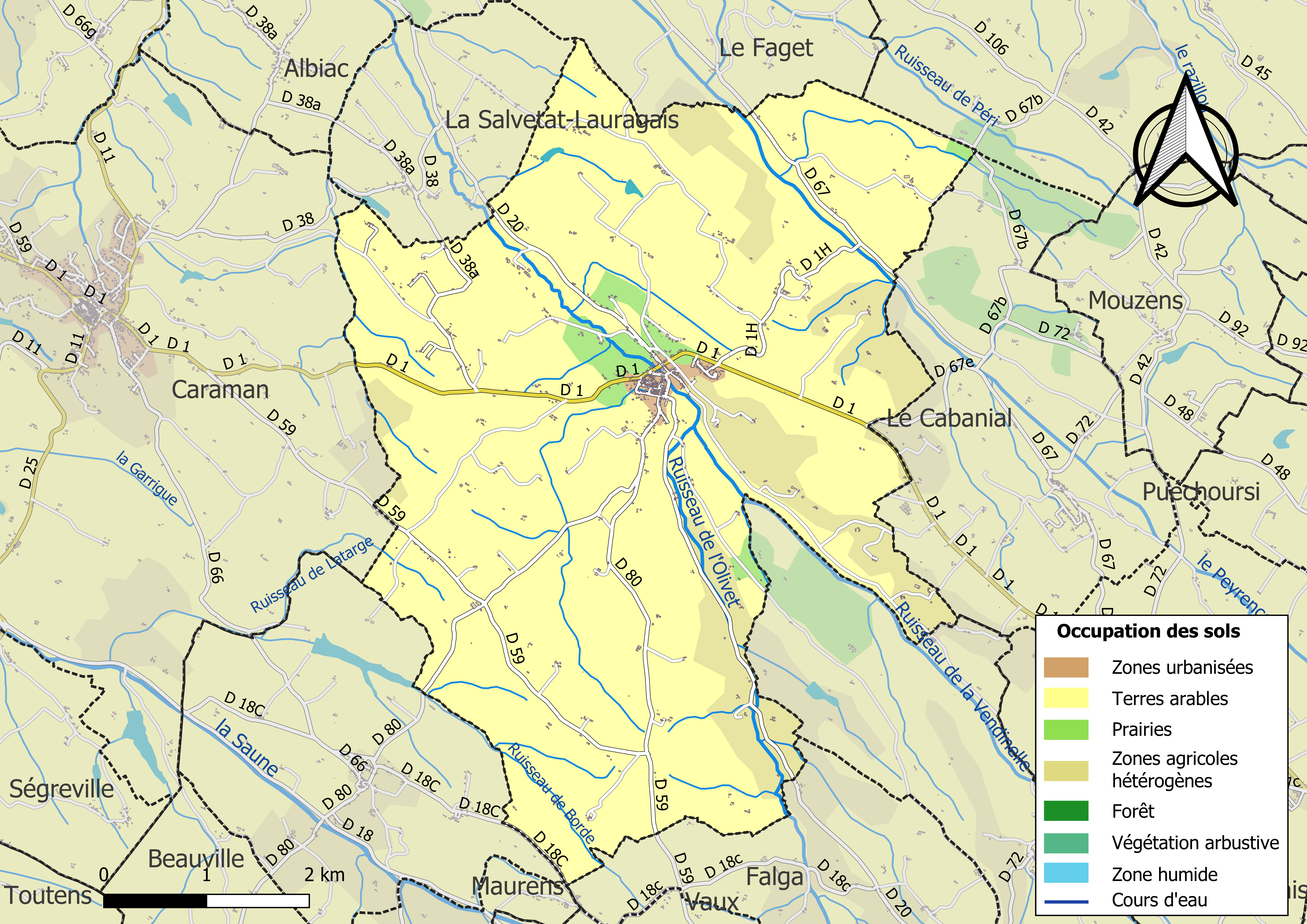
Kaart van de gemeente met belangrijkste infrastructuur, bodemgebruik en omliggende gemeenten

## Demografie
Onderstaande figuur toont het verloop van het inwonertal (bron: INSEE-tellingen).